# Ťumeňská oblast
Ťumeňská oblast či Ťumenská oblast (rusky Тюме́нская о́бласть) je jednou z oblastí Ruské federace. Je začleněna do Uralského federálního okruhu.

## Historie
Ťumeňská oblast vznikla 14. srpna 1944.

## Oblastní symboly

### Vlajka
Vlajka Ťumeňské oblasti je tvořena listem o poměru stran 2:3 se třemi vodorovnými pruhy – bílým, tmavě modrým a zeleným. Do jedné třetiny délky vlajky sahá od žerdi červený, rovnoramenný klín. Uprostřed modrého pruhu jsou tři stylizované, žluté koruny ve tvaru národního ornamentu – parohů soba polárního.

## Geografie
Ťumeňská oblast leží na území západní Sibiře a včetně dvou autonomních okruhů, Chanty-Mansijského a Jamalo-něneckého, které jsou její součástí, představuje třetí nejrozsáhlejší administrativní jednotku země. Na jihu hraničí s Kazachstánem, na severu se Severním ledovým oceánem, západní hranice je z velké části tvořená pohořím Ural. Východní hranice probíhá Západosibiřskou rovinou, která pokrývá největší část oblasti.
Ťumeňskou oblast tvoří z velké části bažiny, hustěji osídlená je pouze její jižní část s obdělávatelnou půdou. Na severu se nacházejí močály, lesy a velké řeky, a také rozsáhlé zásoby nerostného bohatství včetně ropy a zemního plynu, díky jejichž těžbě je Ťumenská oblast nejbohatším regionem Ruska s HDP na obyvatele několikanásobně převyšujícím celonárodní průměr. Největšími řekami oblasti jsou Ob a jeho přítok Irtyš, mezi poloostrovy pak patří Jamal, Javaj a Tazovský. Většina významných měst je napojena na železnici, tou nejvýznamnější je Transsibiřská magistrála.